# Vannecrocq
Vannecrocq es una localidad y comuna francesa situada en la región de Alta Normandía, departamento de Eure, en el distrito de Bernay y cantón de Beuzeville.

## Demografía
| 117 | 89 | 100 | 99 | 110 | 110 |
| Para los censos de 1962 a 1999 la población legal corresponde a la población sin duplicidades (Fuente: INSEE [Consultar]) |    |     |    |     |     |

## Administración

### Entidades intercomunales
Vannecrocq está integrada en la Communauté de communes du canton de Beuzeville. Además forma parte de diversos sindicatos intercomunales para la prestación de diversos servicios públicos:
- S.A.E.P de Beuzeville
- Syndicat de gestion du CEG de Beuzeville
- Syndicat de l'électricité et du gaz de l'Eure (SIEGE)

### Riesgos
La prefectura del departamento de Eure incluye la comuna en la previsión de riesgos mayores por la presencia de cavidades subterráneas.